# 克蒂納里冰原島峰
77°59′S 160°31′E / 77.983°S 160.517°E
克蒂納里冰原島峰（英語：Catenary Nunatak），是南極洲的冰原島峰，位於維多利亞地的斯科特海岸，處於莫納斯特里冰原島峰西南面2公里，現時由南極條約體系管理。